# エギュイヨン (ロット＝エ＝ガロンヌ県)
エギュイヨン （Aiguillon）は、フランス・ヌーヴェル＝アキテーヌ地域圏、ロット＝エ＝ガロンヌ県のコミューン。

## 地理
エギュイヨンは、ギュイエンヌ地方の要塞都市（fr）である。ロット川とガロンヌ川の合流地点にある。

## 歴史
百年戦争中の1345年から1346年はイングランド軍に占領されており、フランス王ジャン2世率いる軍に包囲されていた。
エギュイヨンは正式には男爵領であった。1599年、アンリ4世は寵臣のマイエンヌ公アンリにエギュイヨンを公爵領として与えた。彼が1621年に嫡子のないまま死亡したことから、家系は断絶した。エギュイヨン公爵位は甥のマントヴァ公子カルロとフェルディナン兄弟に受け継がれたが、1632年にフェルディナンが没した後は2年間空位となった。
1634年、再興されたエギュイヨン公位はアントニー・ド・ラジュに授けられた。その後1638年にリシュリュー枢機卿はラジュから公位を取り上げ、自身の姪マリー＝マドレーヌ・ド・ヴィニュロ・デュ・プレシに授け、この家系がフランス革命まで存続した。

## 交通
- 鉄道 - TERアキテーヌ、ボルドー＝セット区間、エギュイヨン駅。

## 人口統計[1]
| 1962年 | 1968年 | 1975年 | 1982年 | 1990年 | 1999年 | 2006年 |
| ------ | ------ | ------ | ------ | ------ | ------ | ------ |
| 3 409  | 3 754  | 3 867  | 4 121  | 4 169  | 4 219  | 4 325  |